# Yamaha DTMX
La gamme des DTMX est une gamme de cyclomoteurs, vélomoteurs et motos du constructeur japonais Yamaha.
C'est une gamme de trails dotés de moteurs monocylindres à deux temps refroidis par air. La gamme DTMX fait partie de la grande famille de la gamme Yamaha DT.
Elle a été déclinée en six motorisations : 50, 80, 125, 175, 250, 400 cm3. Elle est orientée essentiellement tout-terrain.

## 50 DTMX
La dénomination « 50 DTMX » est habituelle en France, alors que sa dénomination exacte est « DT 50 MX ». Elle fait partie de la famille des Yamaha 50 DT.
Sa principale rivale fut la Honda MTX 50.
Elle a été déclinée en deux versions : une version à boîte de vitesses manuelle (quatre puis cinq vitesses), qui ne sera pas importée en France en raison de l'interdiction des boites de vitesses manuelles sur les cyclomoteurs à l'époque, et une version à variateur, embrayage automatique et correcteur de couple spécialement conçu pour le marché français. Le premier modèle à variateur produit est le type 1RE.
Le moteur est un monocylindre à deux temps à refroidissement par air. Le carburateur est de type boisseau circulaire de marque Tekei. Il a un diamètre de 14 mm. Le cylindre est en fonte. Il est muni d'une lumière d'admission avec clapets, quatre transferts et une lumière d'échappement. L'admission se fait par clapets (baptisée par Yamaha Torque induction). 
Un réservoir d'huile d'un litre alimente le moteur en lubrifiant au moyen d'une pompe de marque Mikuni. La transmission secondaire s'effectue par chaine. Les modèles français sont également équipés par un système de variateur, de correcteur de couple, de courroie et d'embrayage similaires aux scooters. Les DT 50 MX vendues à l'étranger disposent d'une boite de vitesses et embrayage manuels.
La suspension arrière est un mono-amortisseur.
L'allumage est à rupteur sur les premiers modèles puis électronique par la suite. Les modèles à allumage électronique présentent la particularité d'être bridés au niveau du CDI, coupant ainsi le moteur à environ 48 km/h. Elle était également bridée au niveau du pot d'échappement, des clapets et du variateur. Une fois débridée, la machine pouvait atteindre environ 60 à 65 km/h.
Aujourd'hui, sous réserve d'être immatriculées avec carte grise, les DT 50 MX, qu'elles soient à boite manuelle ou à variateur automatique, entrent dans la catégorie cyclomoteur et peuvent être conduites dès 14 ans avec BSR ou permis AM, ou sans permis pour les personnes nées avant le 1er janvier 1988.

## 80 DTMX
La Yamaha 80 DTMX est un vélomoteur (moto légère) de type trail, spécifiquement produite pour le marché français.
La dénomination « 80 DTMX » est habituelle en France, alors que sa dénomination exacte est « DT 80 MX ».
Elle est propulsée par un moteur à deux temps refroidi par air et est munie d'une boite de vitesses manuelle à cinq rapport. Sa vitesse de pointe était volontairement limitée à 75 km/h afin de pouvoir être conduite dès 16 ans avec le permis A1 (ou AL) conformément à la législation en vigueur à l'époque. Une fois débridée, sa vitesse de pointe approche les 90 km/h. Bridage à l'admission et sur la lumière d'échappement.
Son succès fut très limité dans la mesure où elle ne pouvait pas être conduite avec un simple permis B, qui ne permettait à l'époque que la conduite des motos et scooter 80 cm3 automatique, sauf si le permis a été obtenu avant 1980, mais, dans ce cas il autorise également dans la conduite des motos ou scooters 125 cm3 à boite manuelle ou automatique. Le permis A1 ou AL permet la conduite des 125 cm3 dès 17 ans. De ce fait, l'intérêt pour cette machine reste très limité.
Considérée aujourd'hui comme une moto légère, elle peut être conduite dès 16 ans avec le permis A1, ou avec un simple permis B obtenu depuis au moins deux ans et après avoir suivi une formation.
Aujourd'hui, cette moto rare est très recherchée en collection. 

## 125 DTMX
La Yamaha 125 DTMX est un vélomoteur de type trail.
La dénomination « 125 DTMX » est habituelle en France, alors que sa dénomination exacte est « DT 125 MX ».
Elle est la première moto de grande diffusion munie d'une suspension arrière cantilever à un seul combiné.
Cette machine est restée pendant 18 ans au catalogue des ventes, elle a contribué à la popularité de la moto verte. 
Elle détient le record de la meilleure vente annuelle de la catégorie en France.
D'une cylindrée originelle de 175 cm3 pour le marché aux États-Unis, elle est déclinée en 125 cm3 pour la plupart du marché européen, dont la France.
Le premier modèle produit entre 1977 et 1979 est le type 2A6.
La 125 DTMX ne reprend rien de ses ancêtres, les Yamaha 125 DTF et 125 DTE.
Le moteur est un monocylindre à deux temps. 
Le carburateur est de type boisseau circulaire de marque Mikuni. Il a un diamètre de 24 mm. 
Le cylindre est en alliage léger chemisé fonte. Il est muni d'une lumière d'admission avec clapets, quatre transferts et une lumière d'échappement.
L'admission se fait par clapets (baptisée par Yamaha Torque induction). 
Le réservoir de carburant a une capacité de 7 L dont 1 L de réserve. 
Un réservoir d'huile d'1 L alimente le moteur en lubrifiant au moyen d'une pompe de marque Mikuni. 
L'embrayage est de type multidisque à bain d'huile ; cinq disques en matière synthétique solidaires de la cloche d'embrayage, quatre disques lisses en acier solidaires de la noix. 
La boîte de vitesses est à six rapports en prise constante. 
La fourche, dont les tubes sont protégés par des soufflets en caoutchouc, a un débattement de 180 mm. 
La suspension arrière est une nouveauté : on ne trouve plus deux combinés amortisseurs/ressorts, mais un mono-amortisseur cantilever, déjà présent sur les motos de cross de cette période.
L'allumage est à rupteur.
Au niveau de l'esthétique, l'année 1979 diffère des deux précédentes par, principalement, un garde-boue avant ajouré dans sa partie basse, une nouvelle décoration, des caches latéraux et des compteurs redessinés.
Le modèle suivant, produit de 1980 à 1986, type 2A8 évolue.
Le bras oscillant est désormais constitué de tubes en acier de section rectangulaire et devient gris métallisé, l'allumage devient électronique, la décoration change à nouveau. Les caches latéraux restent ceux de l'année précédente et seront inchangés jusqu'à la fin de la production en 1991.
Le diamètre du carburateur descend à 22 mm. 
La puissance et le couple passent à 15 ch et 1,53 kg m à 6 000 tr/min. 
La contenance en huile de combustion passe de 1 à 0,9 L. 
Les dimensions changent ; longueur : 2 000 mm, largeur : 885 mm, poids avec pleins : 104 kg.
Le modèle suivant, produit de 1986 à 1991, est le type 3YV.
Les coloris changent et l'échappement est bridé.
À cause de la nouvelle législation en vigueur, la puissance chute de 2 ch et tombe à 13 ch à 6 000 tr/min (mesuré au vilebrequin) pour un couple de 1,1 kg m.
À noter que le débridage de ces machines était plutôt aisé. Par ailleurs, certains utilisateurs ont installé des « kits » 175 cm3. Ces kits ont peu d'influence sur la fiabilité et la durée de vie du moteur puisque la 125 n'est qu'une version européenne de la 175 cm3. Mais, en cas d'accident, face à un expert, l'assurance ne couvre pas les dégâts car la machine ne correspond plus à la carte grise. 
Aujourd'hui, les DT 125 MX 13 ou 15 ch entrent dans la catégorie « motos légères ». Elles peuvent être conduites dès 16 ans avec le permis A1, ou avec un simple permis B obtenu depuis au moins deux ans et après avoir suivi une formation.

## 175 DTMX
La Yamaha 175 DTMX est une moto de type trail. Elle ne fut pas importée en France et était surtout destinée aux marchés américain, africain et asiatique.
Sa dénomination exacte est « DT 175 MX ».
Elle est propulsée par un monocylindre à deux temps de 171 cm3 refroidi par air et développe une puissance de 16 ch.

## 250 DTMX
La Yamaha 250 DTMX est une moto de type trail.
La dénomination « 250 DTMX » est habituelle en France, alors que sa dénomination exacte est « DT 250 MX ».
Elle est dotée d'un moteur à deux temps de 246 cm3 refroidi par air et développe une puissance de 16 ch.
Elle n'a pas rencontré un franc succès en France, en raison de son moteur moins pêchu (à peine plus puissante et pas plus rapide que la version 125 cm3) que les modèles concurrents et de la nécessité du permis moto pour la conduire.

## 400 DTMX
Source.

Sa diffusion en France a été concomitante avec la commercialisation de la Yamaha XT 500.